# Lauren Bacall
Lauren Bacall, pseudoniem van Betty Joan Perske (New York, 16 september 1924 – aldaar, 12 augustus 2014), was een Amerikaans actrice en model. Reeds in de jaren 40 werd ze een mode-icoon en tot haar dood was ze actief in de filmwereld.
Bacall is bekend als de "leading lady" van de film noir. Zo maakte ze haar opwachting in films als The Big Sleep (1946) en Dark Passage (1947). Als comédienne verscheen ze in How to Marry a Millionaire (1953) en Designing Woman (1957). In 2005 sloot ze haar carrière af met een kleine rol in de Deense film Manderlay van Lars von Trier.
In 1999 werd Bacall bekroond als een van de 25 grootste vrouwelijke sterren aller tijden door het American Film Institute. Ze overleed thuis vijf weken vóór haar 90e verjaardag aan de gevolgen van een zware beroerte. Haar laatste rustplaats is aan Forest Lawn Memorial Park in Glendale (Californië).

## Biografie

### Jeugd
Bacall was het enige kind van Natalie Weinstein-Bacal, een secretaresse en William Perske, een man die actief was in de verkoophandel. Haar ouders waren Joodse immigranten met wortels in Frankrijk, Polen, Roemenië en Duitsland. Toen haar ouders scheidden in 1929 verliet haar vader haar en koos ze als nieuwe achternaam die van haar moeder, maar dan wel met een extra "l" achteraan.

### Begin van haar carrière
Bacall studeerde 13 jaar lang aan de American Academy of Dramatic Arts. Ze maakte haar acteerdebuut onder de naam Betty Bacall op Broadway in 1942. Ze speelde toen mee in het stuk Johnny 2 X 4.
Bacall was ook halftijds actief als model. Howard Hawks' vrouw merkte Bacall in maart 1943 op, op de omslag van Harper's Bazaar, een Amerikaans modetijdschrift, waarna Hawks haar vroeg voor een auditie. Hij bood haar een persoonlijk contract aan van zeven jaar waarbij ze met hem naar Hollywood mocht en een salaris had van 100 dollar per week. Ook veranderde hij haar voornaam van Betty in Lauren. Zijn vrouw bracht Bacall stijl, manieren, elegantie en smaak bij.

### Doorbraak

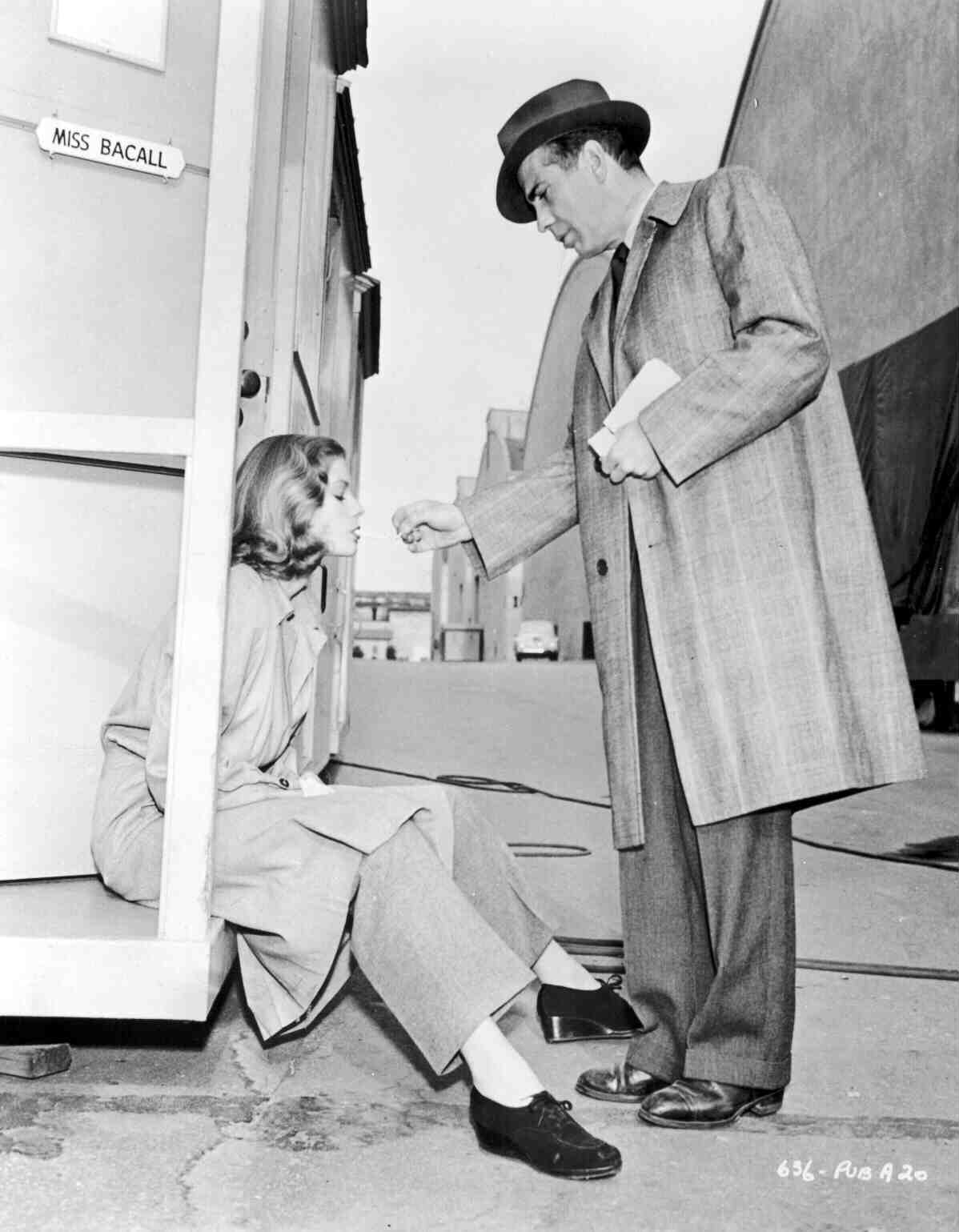
Lauren Bacall en Humphrey Bogart op de set van The Big Sleep

Tijdens audities voor de film To Have and Have Not (1944) was Bacall erg zenuwachtig. Om deze nervositeit te bedekken legde ze haar kin op haar borst en om naar de camera te kunnen kijken deed ze haar ogen naar boven. Dit effect werd "The Look" genoemd en werd Bacalls handelsmerk. Haar prestaties in deze film worden erkend als een van de beste on-screendebuten in de filmgeschiedenis.
Enkele andere speelfilms waarin zij speelde zijn: The Big Sleep, Dark Passage en Key Largo met Humphrey Bogart, Young Man with a Horn met Doris Day en Kirk Douglas, Bright Leaf met Gary Cooper, How to Marry a Millionaire met Marilyn Monroe en Betty Grable, The Cobweb met Richard Widmark, Written on the Wind met Rock Hudson, Designing Woman met Gregory Peck, Sex and the Single Girl met Tony Curtis, Murder on the Oriënt Express en The Shootist met John Wayne, Health met de slechts één maand vóór haar overleden James Garner, Misery, Prêt-à-Porter, All I Want for Christmas en Manderlay.
Voor haar rol in The Mirror Has Two Faces kreeg Bacall in 1997 een Golden Globe voor Beste vrouwelijke bijrol en werd ze genomineerd voor een Oscar, maar won die niet. Pas in 2010 kreeg ze een ere-Oscar "als erkenning voor haar centrale plaats in het Gouden Tijdperk van de speelfilm". Haar laatste film was in 2014, het jaar van haar overlijden op bijna 90-jarige leeftijd: ze is de stem van het personage Grey One in de animatiefilm Ernest & Celestine. Ze was ook te horen als stem in Howl's Moving Castle uit 2004, Scooby-Doo en the Goblin King uit 2008 en Firedog uit 2010.

### Persoonlijk leven

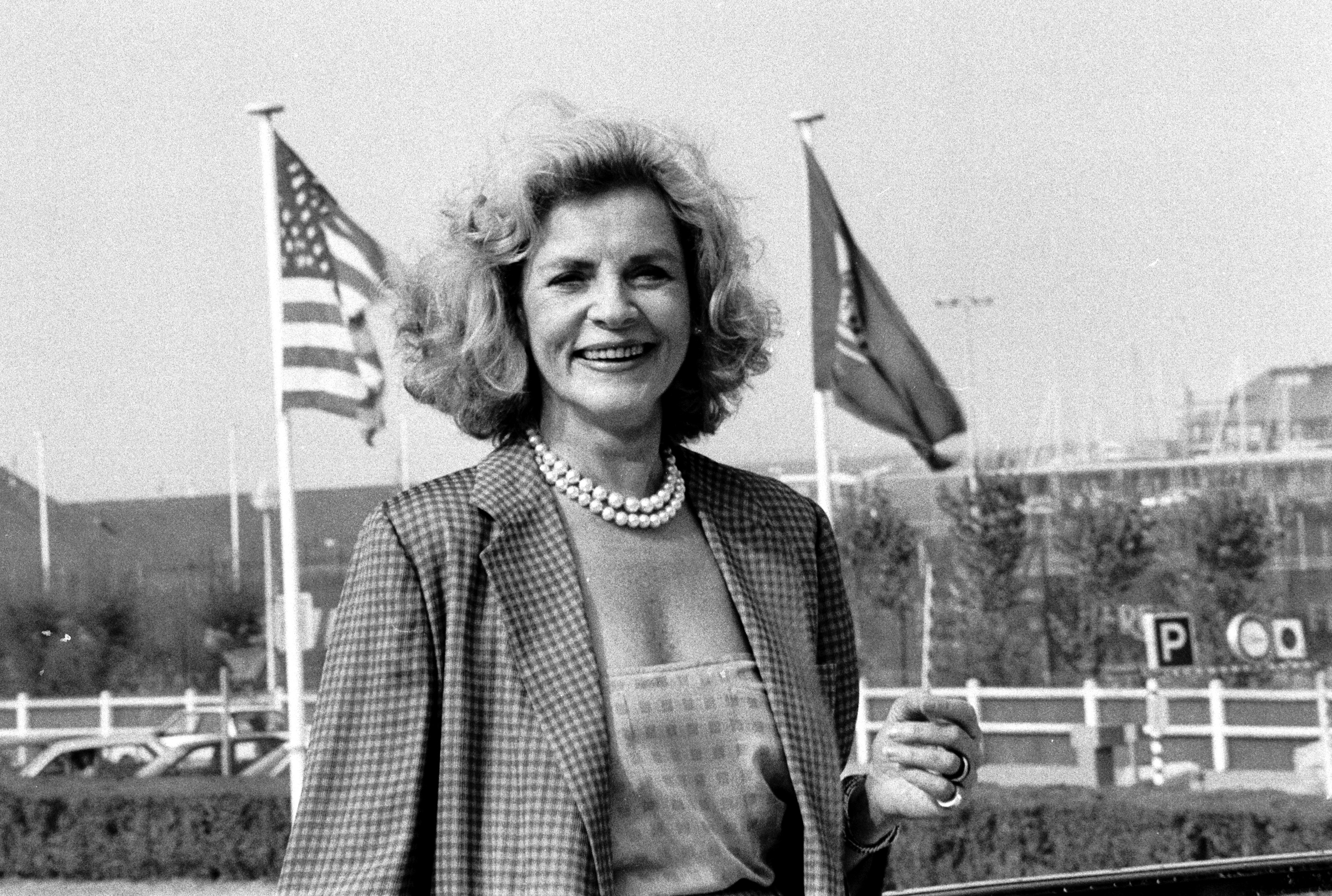
Lauren Bacall (1989)

Op 21 mei 1945 trouwde Bacall met acteur Humphrey Bogart. Hun huwelijksdag en -reis vonden plaats in het Malabar Farm State Park, Lucas te Ohio. Op dat moment was Bacall 20 en Bogart 45. Ze bleven getrouwd tot Bogart in 1957 overleed aan de gevolgen van kanker. Kort na Bogarts dood had Bacall een relatie met Frank Sinatra. Volgens haar autobiografie zou Sinatra hun relatie abrupt hebben verbroken.
Haar tweede huwelijk was met acteur Jason Robards, van 1961 tot 1969. De scheiding zou een gevolg zijn van zijn alcoholisme.
Bacall had twee kinderen van Bogart, Stephen en Leslie en een van Robards, Sam. Sam Robards is ook acteur.

## Trivia
- Lauren Bacall was een nicht van de Israëlische politicus Shimon Peres.
- Bacall en Bogart zijn ook te zien in de Looney Tunes-cartoons Slick Hare en Bacall To Arms.

- Bibsys: 90850443
- Biblioteca Nacional de España: XX1165875
- Bibliothèque nationale de France: cb11889783z (data)
- Catàleg d'autoritats de noms i títols de Catalunya: 981058510253506706
- CiNii: DA04790007
- Gemeinsame Normdatei: 118505475
- International Standard Name Identifier: 0000 0001 1034 4008
- Library of Congress Control Number: n85136525
- Nationale Bibliotheek van Letland: 000008594
- MusicBrainz: 483a825d-1657-4037-bd94-2591940d5327
- Bibliotheek van het Japanse parlement: 00431997
- Nationale Bibliotheek van Tsjechië: ola2002150629
- Nationale bibliotheek van Australië: 35011552
- Nationale Bibliotheek van Israël: 987007258044405171
- Nationale Bibliotheek van Polen: a0000002707682
- Nationale en Universitaire bibliotheek Zagreb: 000314356
- Nederlandse Thesaurus van Auteursnamen: 071047794
- Réseau des bibliothèques de Suisse occidentale: 02-A002956268
- Istituto Centrale per il Catalogo Unico: TO0V077071
- LIBRIS: 176423
- SNAC: w6tx3tsz
- Système universitaire de documentation: 027281019
- Museum of New Zealand Te Papa Tongarewa: 61105
- Trove: 789052
- Virtual International Authority File: 6818
- WorldCat: E39PBJymvkJqTfcKQ3CQwXdxXd